# Campionati mondiali di sollevamento pesi 2021 - 76 kg femminile
Le gare di sollevamento pesi della categoria fino a 76 kg femminile — pesi mediomassimi — dei campionati mondiali del 2021 si sono svolte il 14 dicembre 2021 a Tashkent presso l'Uzbekistan Sport Complex.

## Programma
L'orario indicato corrisponde a quello uzbeko (UTC+05:00)
| Data             | Orario | Evento   |
| ---------------- | ------ | -------- |
| 14 dicembre 2021 | 11:30  | Gruppo B |
| 14 dicembre 2021 | 19:00  | Gruppo A |

## Medagliate
Per ciascun esercizio, le prime tre classificate sono le seguenti:
| Esercizio | Oro          | Oro    | Argento       | Argento | Bronzo        | Bronzo |
| --------- | ------------ | ------ | ------------- | ------- | ------------- | ------ |
| Strappo   | Jana Sotieva | 112 kg | Laura Amaro   | 108 kg  | Mattie Rogers | 107 kg |
| Slancio   | Lee Min-ji   | 139 kg | Mattie Rogers | 136 kg  | Kim Su-hyeon  | 134 kg |
| Totale    | Lee Min-ji   | 244 kg | Mattie Rogers | 243 kg  | Jana Sotieva  | 242 kg |

## Record
Prima di questa competizione, i record mondiali esistenti erano i seguenti:
| Record mondiale | Strappo | Rim Jong-sim | 124 kg | Pattaya, Thailandia | 24 settembre 2019 |
| Record mondiale | Slancio | Zhang Wangli | 156 kg | Fuzhou, Cina        | 26 febbraio 2019  |
| Record mondiale | Totale  | Rim Jong-sim | 278 kg | Ningbo, Cina        | 26 aprile 2019    |

## Risultati
| Pos. | Atleta                        | Gr. | Peso atleta | Strappo (kg) | Strappo (kg) | Strappo (kg) | Strappo (kg) | Slancio (kg) | Slancio (kg) | Slancio (kg) | Slancio (kg) | Totale   |
| Pos. | Atleta                        | Gr. | Peso atleta | 1            | 2            | 3            | Pos.         | 1            | 2            | 3            | Pos.         | Totale   |
| ---- | ----------------------------- | --- | ----------- | ------------ | ------------ | ------------ | ------------ | ------------ | ------------ | ------------ | ------------ | -------- |
|      | Lee Min-ji (KOR)              | A   | 75.70       | 105          | 109          | 109          | 4            | 133          | 137          | 139          |              | 244      |
|      | Mattie Rogers (USA)           | A   | 75.50       | 104          | 107          | 110          |              | 132          | 132          | 136          |              | 243      |
|      | Jana Sotieva (RWF)            | A   | 75.50       | 108          | 112          | 114          |              | 130          | 135          | 135          | 5            | 242      |
| 4    | Laura Amaro (BRA)             | A   | 75.70       | 103          | 106          | 108          |              | 126          | 132          | 136          | 4            | 240      |
| 5    | Kim Su-hyeon (KOR)            | A   | 75.50       | 105          | 105          | 110          | 5            | 134          | 139          | 140          |              | 239      |
| 6    | Maya Laylor (CAN)             | A   | 75.60       | 99           | 101          | 102          | 6            | 120          | 125          | 130          | 6            | 229      |
| 7    | Punam Yadav (IND)             | A   | 75.20       | 96           | 96           | 98           | 7            | 119          | 122          | 124          | 8            | 220      |
| 8    | Dilara Uçan (TUR)             | A   | 72.90       | 93           | 96           | 99           | 8            | 115          | 115          | 120          | 9            | 216      |
| 9    | Arockiya Alish (IND)          | A   | 75.40       | 91           | 94           | 94           | 11           | 118          | 123          | 130          | 7            | 214      |
| 10   | Liadi Taiwo (NGR)             | B   | 74.80       | 90           | 95           | 95           | 9            | 115          | 115          | 115          | 10           | 210      |
| 11   | Isabel Harrison Lorenzi (AUS) | A   | 72.20       | 90           | 90           | 93           | 10           | 108          | 112          | 112          | 11           | 201      |
| 12   | Nina Rondziková (SVK)         | B   | 71.30       | 82           | 85           | 88           | 12           | 103          | 107          | 111          | 12           | 195      |
| 13   | Chloe Whylie (JAM)            | B   | 75.50       | 75           | 80           | 80           | 14           | 90           | 94           | 95           | 13           | 170      |
| 14   | Divya Nethmi Sanjana (SRI)    | B   | 75.20       | 68           | 71           | 73           | 15           | 85           | 90           | 90           | 14           | 158      |
| 15   | Wilkinstar Nyiro (KEN)        | B   | 74.30       | 65           | 70           | 71           | 16           | 83           | 88           | 88           | 15           | 154      |
| —    | Ida Rönn (SWE)                | A   | 75.30       | 87           | 92           | 92           | 13           | 114          | 114          | 114          | —            | —        |
| —    | Elnaz Bajalani (IRI)          | B   | ritirata    | ritirata     | ritirata     | ritirata     | ritirata     | ritirata     | ritirata     | ritirata     | ritirata     | ritirata |
| —    | Jeanne Eyenga Mboosi (CMR)    | B   | ritirata    | ritirata     | ritirata     | ritirata     | ritirata     | ritirata     | ritirata     | ritirata     | ritirata     | ritirata |